# Glane (affluent de la Vienne)
Pour les articles homonymes, voir Glane.
La Glane (La Glana en occitan, prononcé [lɒ ˈɡjaːnɒ] ou [ˈɡlòːno]) est une rivière française du département de la Haute-Vienne et de la région Nouvelle-Aquitaine. C'est un affluent de la Vienne en rive droite, donc un sous-affluent de la Loire.

## Géographie
D'une longueur de 41,4 kilomètres, 
Elle prend sa source près du bourg de Saint-Jouvent, à 16 km au nord-nord-ouest de Limoges.
Elle arrose ensuit successivement les communes de Nantiat (qu'elle effleure sur 500 m environ, formant la limite avec Saint-Jouvent), Nieul, Saint-Gence, Veyrac, Oradour-sur-Glane, Javerdat (sur une centaine de mètres), Saint-Brice-sur-Vienne et se jette dans la Vienne (rive droite) au lieu-dit « Glane », à Saint-Junien, après avoir bordé le site Corot.
La partie aval de son cours, à Saint-Junien, est marquée par la présence historique de nombreux moulins.

## Affluents
Ses principaux affluents sont la Valette, la Mothe, le Glanet, la Vergogne, l'Oncre et la Chabrette.

## Hydrologie
Le débit moyen annuel de la Glane à Saint-Junien, ville située à son confluent, est de 3,92 m3 par seconde,. 
La rivière présente les fluctuations saisonnières de débit typiques de la région, avec des crues hivernales de décembre à avril inclus, et des maigres de fin d'été-début d'automne, de juillet à octobre.
En période d'étiage, le VCN3 peut chuter jusque moins de 0,3 m3/s. 
Les crues peuvent être relativement importantes. Les QIX 2 et QIX 5 valent respectivement 29 et 41 m3/s, le QIX 10 est de 48 m3/s.